# Вальтер фон Брокдорфф-Алефельдт
Граф Вальтер Курт Тіло фон Брокдорфф-Алефельдт (нім. Walter Kurt Thilo Graf von Brockdorff-Ahlefeldt; 13 липня 1887, Перлеберг — 9 травня 1943, Берлін) — німецький воєначальник, генерал піхоти вермахту. Кавалер Лицарського хреста Залізного хреста з дубовим листям.

## Біографія
Учасник Першої світової війни. Після демобілізації армії залишений в рейхсвері. З 1 лютого 1932 року — командир 1-го батальйону 9-го (прусського) піхотного полку, з 1 березня 1934 року — 8-го піхотного полку. Негативно ставився до нацизму. З 4 лютого 1938 року — командир 23-ї піхотної дивізії. Під час Судетської кризи пропонував Ервіну фон Віцлебену скористатись дивізією для військового перевороту. Учасник Польської кампанії. З 1 червня 1940 року — командир 28-го, з 21 червня 1940 року — 2-го армійського корпусу. Учасник Французької кампанії і німецько-радянської війни. З січня 1942 року керував німецьким угрупованням, оточеним в районі Дем'янська. 19 січня 1943 року відсторонений від посади і виїхав в Берлін. Помер в 123-му резервному шпиталі, де за 3 місяці до Брокдорффа помер його племінник, майор граф Ернст-Альбрехт фон Брокдорфф-Алефельдт.

## Звання
- Фанен-юнкер (25 квітня 1907)
- Фенріх (19 грудня 1907)
- Лейтенант (18 серпня 1908)
- Оберлейтенант (18 листопада 1914)
- Гауптман (18 квітня 1916)
- Майор (1 квітня 1929)
- Оберстлейтенант (1 жовтня 1931)
- Оберст (1 квітня 1934)
- Генерал-майор (1 квітня 1937)
- Генерал-лейтенант (1 березня 1939)
- Генерал піхоти (1 серпня 1940)

## Нагороди
- Залізний хрест 2-го і 1-го класу
- Нагрудний знак «За поранення» в чорному
- Почесний хрест ветерана війни з мечами
- Медаль «За вислугу років у Вермахті» 4-го, 3-го, 2-го і 1-го класу (25 років)
- Медаль «У пам'ять 1 жовтня 1938»
- Застібка до Залізного хреста
  - 2-го класу (19 вересня 1939)
  - 1-го класу (20 жовтня 1939)
- Лицарський хрест Залізного хреста з дубовим листям
  - лицарський хрест (15 липня 1941)
  - дубове листя (№ 103; 27 червня 1942)
- Медаль «За зимову кампанію на Сході 1941/42»
- Дем'янський щит